# GPU-Z
TechPowerUp GPU-Z (أو GPU-Z) هي أداة خفيفة مصممة لتوفير معلومات حول بطاقات الفيديو ووحدات معالجة الرسومات (GPU).  يعرض البرنامج مواصفات وحدة معالجة الرسومات وذاكرتها؛ يعرض أيضاً درجة الحرارة، وتردد النواة، وتردد الذاكرة، وحمل وحدة معالجة الرسومات (GPU) وسرعات المروحة. 

## أنظر أيضا
- CPU-Z

## روابط خارجية
- الموقع الرسمي